# Goczałkowice Górne
Goczałkowice Górne – część wsi Goczałkowice-Zdrój w południowej Polsce, w województwie śląskim, w powiecie pszczyńskim, w gminie Goczałkowice-Zdrój, historycznie na Górnym Śląsku.
Do 1932 samodzielna gmina jednostkowa w powiecie pszczyńskim, od 1922 w województwie śląskim.
1 października 1924 do gminy Goczałkowice Górne włączono obszar dworski Goczałkowice Górne.
1 maja 1933 gminę Goczałkowice Górne zniesiono, włączając ją do sąsiedniej gminy jednostkowej Goczałkowice Zdrój. Wraz z połączeniem obu gmin wojewoda wprowadził komisaryczną radę gminy w składzie: Paweł Karuga, Jerzy Żmij, Józef Harazin, Paweł Zimnol, Ludwik Paliczka, Ludwik Wojtyla,Franciszek Czyż. Decyzja o ustanowieniu Komisarycznej Rady gminnej była niezbędna dla zapewnienia ludność byłej gminy Goczałkowice-Górne udziału w reprezentacji gminnej, do czasu powołania nowej Rady gminnej w drodze wyborów.